# Twin Crater
Twin Crater är ett berg i Antarktis. Det ligger i Östantarktis. Nya Zeeland gör anspråk på området. Toppen på Twin Crater är 6 meter över havet.
Terrängen runt Twin Crater är platt åt sydost, men åt nordost är den kuperad. Havet är nära Twin Crater västerut. Trakten är glest befolkad. Närmaste befolkade plats är McMurdo Station, 1,4 kilometer söder om Twin Crater. 